# Distretto di Nong Khae
Il distretto di Nong Khae (in thailandese: หนองแค) è un distretto (amphoe) della Thailandia, situato nella provincia di Saraburi.